# Jaime Humberto Hermosillo
Jaime Humberto Hermosillo Delgado (né le 22 janvier 1942 à Aguascalientes et mort le 13 janvier 2020 à Guadalajara) est un acteur, réalisateur, scénariste et producteur de cinéma mexicain, ouvertement homosexuel.

## Biographie
- Si vous ne connaissez pas le sujet, laissez ce bandeau (vous pouvez alors contacter les auteurs).
- Si vous supprimez le contenu mis en cause (vous pouvez préalablement contacter les auteurs),

argumentez précisément cette suppression dans la page de discussion
(un manque de référence n'est pas un argument ; une recherche réelle de référence doit avoir été effectuée, être formellement documentée).
Jaime Humberto Hermosillo est, né le 22 janvier 1942 à Aguascalientes. C'est un réalisateur mexicain de référence pour son analyse de la société contemporaine. Dès ses premiers films, en plus d'une solide maîtrise technique, il a fait preuve d'audace dans le choix de ses sujets souvent qualifiés d'immoraux. Né dans un milieu conservateur, Hermosillo a construit une filmographie dont le dénominateur commun est l'analyse - quasi chirurgicale - de l'hypocrisie de la petite-bourgeoisie mexicaine. Il est souvent comparé au cinéaste espagnol Pedro Almodóvar alors qu'il a plus d'affinités avec Ventura Pons, cinéaste catalan moins connu. Tous deux réalisent des films austères et dramatiques qu'ils écrivent eux-mêmes ou qu'ils adaptent de romans et de pièces de théâtre.

## Filmographie

### Comme acteur
- 1973 : Los Meses y los días d'Alberto Bojórquez
- 1977 : Cuartelazo d'Alberto Isaac

### Comme réalisateur
- 1965 : Homesick
- 1967 : S.S. Glencairn
- 1970 : Los nuestros
- 1972 : La verdadera vocación de Magdalena
- 1974 : El señor de Osanto
- 1975 : El cumpleaños del perro
- 1976 : La pasión según Berenice
- 1977 : Idilio
- 1977 : Matinée (es)
- 1978 : Amor libre
- 1978 : Naufragio
- 1979 : María de mi corazón
- 1982 : Confidencias
- 1983 : Las apariencias engañan
- 1984 : El corazón de la noche
- 1985 : Doña Herlinda y su hijo
- 1987 : Clandestino destino
- 1988 : El verano de la señora Forbes (téléfilm)
- 1989 : Un momento de ira
- 1989 : Intimidades de un cuarto de baño
- 1989 : El aprendiz de pornografo
- 1991 : La tarea
- 1992 : La tarea prohibida
- 1993 : Encuentro inesperado
- 1996 : Danske piger viser alt (omnibus)
- 1996 : ¿Por qué nosotros no?
- 1997 : De noche vienes, Esmeralda
- 2000 : La calle de las novias (série télévisée)
- 2001 : Escrito en el cuerpo de la noche
- 2002 : eXXXorcismos
- 2003 : Ausencia
- 2004 : El edén
- 2004 : El misterio de los almendros
- 2005 : Rencor
- 2005 : Dos auroras
- 2006 : Amor
- 2006 : El malogrado amor de Sebastián

### Comme scénariste
- 1965 : Homesick
- 1967 : S.S. Glencairn
- 1970 : Los Nuestros
- 1972 : La Verdadera vocación de Magdalena
- 1974 : El Señor de Osanto
- 1975 : El Cumpleaños del perro
- 1976 : La Pasión según Berenice
- 1977 : Matinée
- 1978 : Naufragio
- 1979 : María de mi corazón
- 1982 : Confidencias
- 1983 : Las Apariencias engañan
- 1984 : El Corazón de la noche
- 1985 : Doña Herlinda y su hijo
- 1986 : Robachicos d'Alberto Bojórquez
- 1987 : Clandestino destino
- 1988 : El Verano de la señora Forbes (téléfilm)
- 1989 : Un momento de ira
- 1989 : Intimidades de un cuarto de baño
- 1991 : La Tarea
- 1992 : La Tarea prohibida
- 1997 : De noche vienes, Esmeralda
- 2001 : Escrito en el cuerpo de la noche
- 2002 : eXXXorcismos
- 2003 : Ausencia
- 2005 : Rencor

### Comme producteur
Jaime Humberto Hermosillo est producteur de plusieurs de ses films :
- 1967 : S.S. Glencairn
- 1970 : Los Nuestros
- 1983 : Las Apariencias engañan
- 2002 : eXXXorcismos
- 2005 : Rencor
- 2006 : Amor
- 2006 : El Malogrado amor de Sebastián